# Śmiały-szeroki
Śmiały-szeroki – pociąg pancerny zbudowany w Wilnie i oddany do dyspozycji 1 Dywizji Piechoty Legionów pod dowództwem podporucznika Stanisława Biegi.

## Historia
Podczas walk na terenie Wileńszczyzny w kwietniu 1919 roku oddziały grupy operacyjnej generała Edwarda Śmigłego-Rydza zdobyły dwa bolszewickie improwizowane pociągi pancerne. Zbudowano z nich pierwszy szerokotorowy pociąg pancerny, któremu nadano nazwę „Suwalczyk”, a potem „Suwalczyk nr 1”. W jego skład wszedł opancerzony parowóz, dwa kryte wagony towarowe z zamontowanymi karabinami maszynowymi oraz cztery platformy do zamontowania na nich dział. 8 maja został obsadzony przez część załogi „Śmiałego”, której dowódcą został podporucznik Biega. Zmienili oni nazwę pociągu na „Śmiały-szeroki”, co zostało zatwierdzone 3 sierpnia 1919 roku. Pociągowi nadano numer PP 19. Pociąg brał udział w walkach pod Smorgoniami, Zalesiem, Mołodecznem, Starą Wilejką „gdzie skutecznie wspierany przez piechotę zmusił niejednokrotnie atakujących bolszewików do odwrotu”. Po przerwie kolejnym komendantem pociągu został Michał Münnich. Pociąg wziął udział w ofensywie na Połock. Jako jedyny pociąg pancerny na odcinku północnym operował na liniach: Mołodeczno-Mińsk i Mołodeczno-Połock. Ofensywę na Połock rozpoczął od ataku na Krywicze i ścigając nieprzyjaciela dotarł do stacji Podswile. Niestety dalszy pościg był niemożliwy z powodu zniszczenia mostu obok Ustje Miliczyn.
Na rozkaz generała Edwarda Śmigłego-Rydza 24 sierpnia 1919 roku Michał Münnich z załogą wyruszyli pieszo do stacji Ziabek, aby obsadzić pociąg pancerny nr 45 zdobyty przez majora Dąb-Biernackiego. Zdobyty pociąg podzielono potem na dwa: „Piłsudczyk Szeroki” i „Śmigły”.
26 listopada 1919 roku pociąg „Śmiały-szeroki” został poważnie uszkodzony. Skierowano go do naprawy w warsztatach kolejowych w Wilnie. Ponieważ prace się przeciągały, a na froncie zdobyto inne pociągi szerokotorowe Sztab Generalny Wojska Polskiego podjął decyzję o rozformowaniu i przeniesieniu załogi do innych pociągów.